# Polopnasta mišica
Polopnasta mišica (latinsko musculus semimembranosus) je mišica sestavljena iz dveh medialnih in enega lateralnega snopa. Lateralni snop krepi sklepno ovojnico zadajšne strani kolenskega sklepa. Izvor predstavlja lateralni del sednične grčavine, narašča se na medialni kondil golenice.
Polopnasta mišica izteza kolčni sklep, krči kolenski sklep. Pri pokrčenem kolenskem sklepu notranje rotira golen pri iztegnjenem pa rotira kolčni sklep in spodnji ud navznoter.
Oživčuje jo živec tibialis (L5, S1 in S2).